# 2010年溫布頓網球錦標賽伊斯內爾對馬俞
2010年溫布頓網球錦標賽，男子單打比賽，23號種子約翰·伊斯內爾（美國） 擊敗會外賽晉級的尼古拉·馬俞（法國），成為網球史上最長時間的賽事，這場比賽耗時11個小時又5分、3個比賽日才結束，賽事的比分為6-4, 3-6, 67-7, 7-63, 70-68。
該場賽事在6月22日晚上6時13分展開，兩人頭四盤的結果為4-6、6-3、7-67、及63-7。在第五盤準備開始時，因為球場的照明關係，裁判在晚間9時07分決定中斷比賽，並訂於翌日的下午2時再開始進行第五盤。
賽事於23日下午2時05分再次開始，然而，當日的第五盤比賽改寫了網球史上大量有關數字的紀錄，在第5盘使用長盤制下，兩人一直保持著1局的距離，在5時45分打破了網球史上單場最長賽事的紀錄，而直到當日比賽再因為燈光理由中斷時，兩人的比分為59-59，比賽中斷當時的時間為下午9時13分，即使不計算6月22日的頭四盤，單單在23日兩人的比賽已經刷新了網球史上最長的賽事、盤數、最多的局數、直接得分等的紀錄。而電子記分牌在兩人打至47-47時，更一度出現故障而需用人手記分。
賽事於24日下午3時40分再次展開，在經過90多分鐘和20局的比賽後，在下午4時18分，伊斯內爾最終以70-68勝出，總盤數3-2擊敗馬俞。該賽事的總時間長達11小時5分鐘，而單單第5盘就已打了8小時11分鐘。
伊斯內爾發出113記Ace和馬俞發出103記Ace，兩人共同刷新了網球單場比賽發出最多記Ace的紀錄，打破克羅埃西亞球員伊沃·卡洛維奇在1場比賽中發出78個Ace的紀錄。
2019年温网废止了长盘制，当男子比赛第五盘的比分达到12-12时引入抢七。2022年四大满贯达成一致决胜盘6-6后引入抢十决胜局；这意味着根据现行规则，伊斯内尔与马俞的这场比赛很可能一直是网球历史上最长的比赛。

## 背景
這場比賽舉行於全英草地网球和门球俱乐部的18號球場，這場比賽由第二個比賽日開始到第四個比賽日才結束。
馬俞沒有足夠的积分進入會內賽，所以自然只能從會外賽開始參賽。他在會外賽進行了三輪比賽，第一輪以6-3, 6-0擊敗法蘭克·丹塞維奇，第二輪以3-6, 6-3, 24-22擊敗艾力士·波丹諾維奇，最後第三輪以五盤比分68-7, 3-6, 6-3, 6-4, 6-4擊敗斯特凡·庫貝克，他在晉級會內賽之間就已經消耗不少的體能。
馬俞從會外賽晉級後，他在會內賽第一輪即將面對23號種子約翰·伊斯內爾。

## 比賽細節

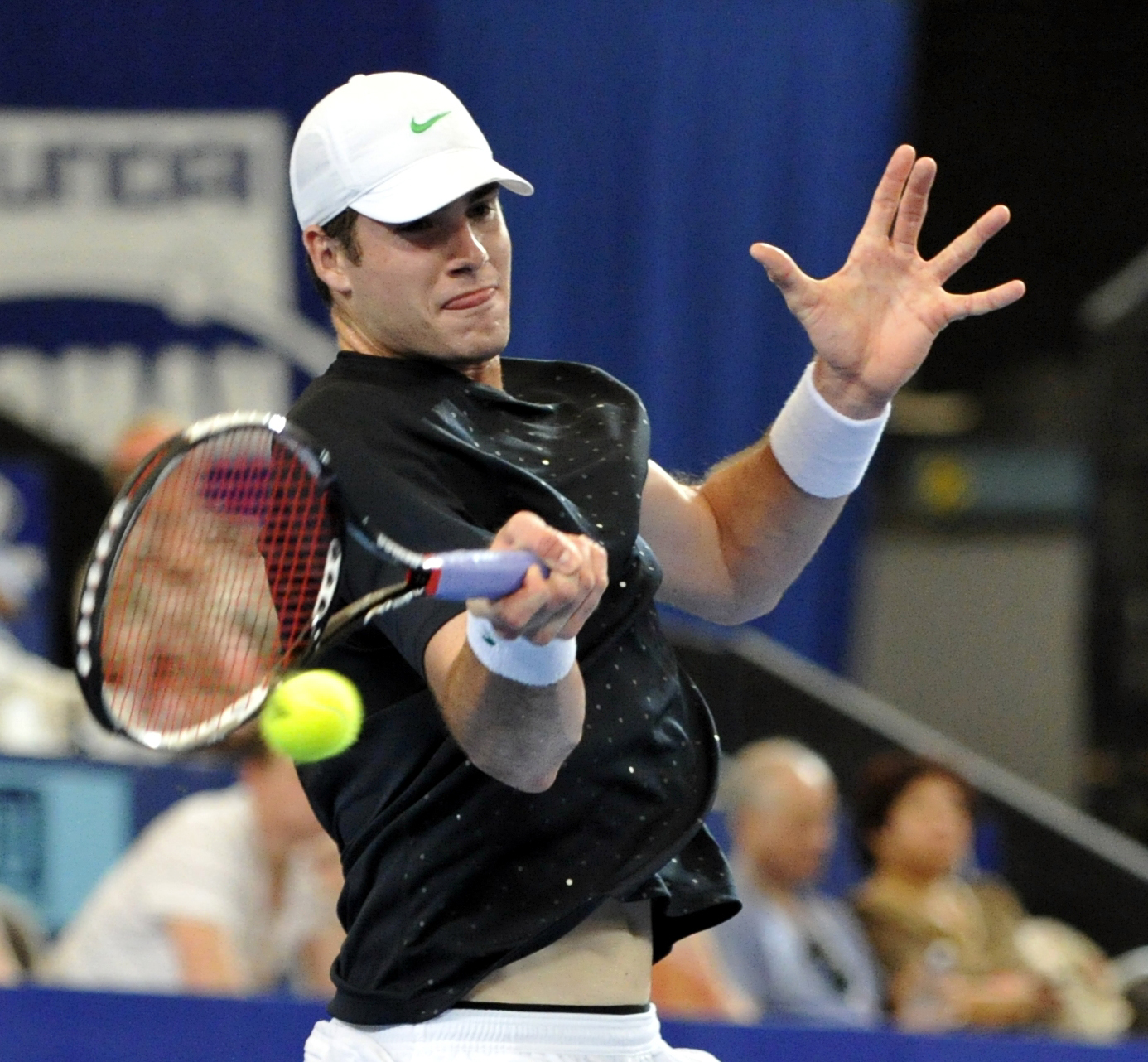
約翰·伊斯內爾在溫布頓中創下單場比賽發出最多記Ace的紀錄

該場賽事在6月22日晚上6時18分第二比賽日開始，兩人頭四盤的結果為4-6, 6-3, 7-6, 及6-7。在第五盤準備開始時，因為球場的照明關係，裁判在9時07分決定中斷比賽，並訂於翌日的下午2時再開始第5盤。 ，6月23日，展開了網球史上最久的賽事，在第5盤進入長盤制下，兩人一直保持著1局的拉锯，在5時45分打破了網球史上單場最長賽事的紀錄，而直到當日比賽再因為燈光理由中斷時，兩人的比分為59-59，比賽中斷當時的時間為下午9時13分，在現場觀戰的觀眾表示希望兩人繼續比賽。兩人在第四比賽日又打了20局，最後伊斯內爾把握住當天唯一出現的破發點（因為馬俞後發所以同時也是賽末點），破了馬俞的發球局以結束比賽。第五盤的最後比數為70-68。
主審宣布最後比分時則唸了 "6-4, 3-6, 7-6, 6-7, 70-68" ，將兩盤搶七局的比分唸相反了。

## 紀錄
這場比賽刷新了許多紀錄，網球史上最長時間的賽事（11個小時又5分）；網球史上最長時間的單盤（第5盤8小時又11分）；網球史上最長時間的單盤之中最多的局數（第5盤進行138局）；網球史上在一場賽事中最多的局數（183）；網球史上在賽事中球員發出最多記的Aces（伊斯內爾的113記Aces）；網球史上最多在賽事中總共發出最多記的Aces（馬俞的103記Aces，單場賽事發出第二多Ace的球員，整場賽事雙方共發出216記）。
這場賽事成為網球史上進行最多局數的賽事，舊紀錄在2003年澳洲網球公開賽八強賽事中創出，安迪·羅迪克與尤尼斯·艾诺伊共打了83局：羅迪克以4-6, 7-65, 4-6, 6-4, 21-19勝出。 網球史上最多局數的比賽也同樣出現在1969年溫布頓網球錦標賽的第一輪潘乔·冈萨雷斯以22-24, 1-6, 16-14, 6-3, 11-9擊敗 Charlie Pasarell。
這場賽事會為網球史上比賽時間最長的賽事，在此以前比賽時間最長的賽事是在2004年法國網球公開賽（6小時又33分鐘），在第一輪中法布里斯·桑托羅以6-4, 6-3, 65-7, 3-6, 16-14擊敗阿諾·克萊芒。
伊斯內爾在第五盤發出第79記的Aces取得39-38領先時 超越伊沃·卡洛維奇在2009年台維斯盃賽事中與拉德克·斯泰潘內克交手時所發出的78記Aces。

## 賽後
這場網球史上最長的賽事結束後， 二位球員與主審接受從溫布頓全英草地网球和门球俱乐部會員蒂姆·亨曼和安·海顿·瓊斯的頒獎（水晶碗和紀念品），並在18號球場拍照留影。

### 十年纪念
温布尔登网球公开赛原计划在比赛10周年纪念日表彰球员，但由于COVID-19大流行决定取消2020年溫布頓锦标赛而未能如愿，但温网在其YouTube频道上发布了完整的比赛影片报道。

## 比賽統計

### 比分
|                      | 第一盤 32分鐘 | 第二盤 29分鐘 | 第三盤 49分鐘 | 第四盤 64分鐘 | 第五盤 491分鐘 |
| -------------------- | ------------- | ------------- | ------------- | ------------- | -------------- |
| 尼古拉·馬俞 （Q）    | 4             | 6             | 79            | 63            | 68             |
| 約翰·伊斯內爾 （23） | 6             | 3             | 67            | 7             | 70             |

### 賽事時間
以英國當地時間進行 （UTC+1）
2010年6月22日星期二
- 6:13 pm – 賽事開始

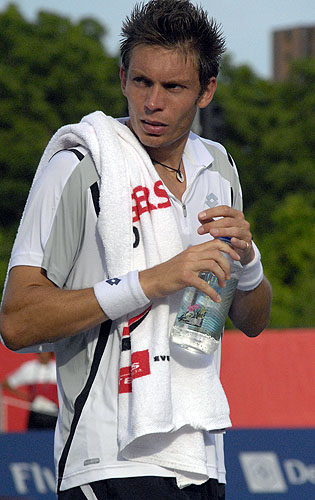
尼古拉·馬俞

- 9:07 pm – 賽事在雙方各得二盤後中斷，已進行174分鐘

2010年6月23日星期三
- 2:05 pm – 賽事重新開始
- 5:45 pm – 賽事第五盤成為網球史上最久的比賽
- 9:10 pm – 賽事在第五盤局數59-59再次中斷; 已進行10個小時

2010年6月24日星期四
- 3:43 pm – 賽事在18號球場第三度開始[16]
- 4:48 pm – 賽事最後由伊斯內爾以70-68終結，比賽時間11個小時又5分鐘

### 其他統計
溫布頓官方網站
| 伊斯內爾 | 統計         | 馬俞 |
| -------- | ------------ | ---- |
| 499      | 總得分       | 512  |
| 246      | 致勝球       | 244  |
| 62       | 非受迫性失誤 | 60   |
| 113      | Aces         | 103  |
| 5        | 賽末點       | 0    |
| 92       | 局點         | 91   |

總得分包括對手雙誤送分。 非受迫性失誤包括雙誤。

## 計分板故障
在第二天， 球場角落的電子記分牌在兩人打至47-47時，更一度出現故障而需用人手記分。 官方網站上的線上計分板在局數超過50-50之後，從0-0開始計算。IBM工作人員對18號球場的計分板進行維修直到晚上11:45，以適應比賽第三天的比分。據工程師說，如果第三天雙方又打至少25局，記分板又會故障。

## 賽事官上
瑞典籍的主審穆罕默德·拉亞尼依照網球規則不能更換。 拉亞尼表示「我沉浸在這場神奇的比賽」，完全專注在賽事的進行並沒有想到做其他的事。
比賽第二天，兩組線審與四組球僮，則進行了更換。

## 回應
許多球員與評述員對於這場歷史性有了不少的回應，其中約翰·麥肯羅表示，“不得不說，作為這樣一場偉大比賽的見證者，
能夠看到兩名球員的出色發揮，我感到非常榮幸。很驚訝兩名球員竟然還能站著比賽，馬俞和伊斯內爾幾乎一整天都在打球，10 個小時以後他們看起來就要倒下了，但小夥子們都堅持了下來。我希望看到這場比賽週四能夠在中央球場進行，這是網球運動中罕有的偉大表演。當然，這也是我少有的為主審感到心疼。”

## 外部連結
- Match statistics from Wimbledon.org（页面存档备份，存于）